# المدينة (فئة فرقاطة)
فئة المدينة هي سلسلة من أربع فرقاطات بنيت خصيصا للقوات البحرية الملكية السعودية من قبل فرنسا علي نمط الفرقاطات الفرنسية من الفئة لافاييت 2000. ويطلق على هذه الفئة اسم المدينة المنورة وهي ثاني أقدس مدينة عند المسلمين بعد مكة المكرمة. بنيت أول فرقاطة من هذه الفئة عام 1985، وحملت اسم «702 المدينة». وبنيت آخر فرقاطة من هذه الفئة عام 1986، وتحمل اسم«708 الطائف». تخدم فرقاطات فئة المدينة المنورة في الأسطول الغربي في البحر الأحمر. فرقاطات فئة المدينة مزودة بصواريخ موجهة، ومجهزة لقتال الغواصات، وتوفير الدفاع الجوي وتأمين مجموعات القتال البحرية، وتأمين القوافل البحرية الحليفة والصديقة.

## المواصفات
تم طلب الفرقاطات في أكتوبر 1980، كجزء من برنامج «الصواري» لتطوير القوات البحرية الملكية السعودية. وتم بناء فرقاطات فئة المدنية في فرنسا في أرسنال دي مارين، لورينت. تبلغ حمولتها الكاملة 2,610 طن، وهي مسلحة بمجموعتان من القواذف الرباعية (4x2) بصواريخ أرض-أرض من نوع اوتومات مارك 2، بالإضافة إلى مجموعة من القواذف الثمانية (8x1) للصواريخ سطح-جو من نوع كروتيل، كما تم تسليح الفرقاطات بمدفع مدمج عيار 100مم من نوع كريزو لوار، ومدافع (2x2) عيار 40 مم من نوع بريدا مضاد للطائرات، وأربعة قواذف للطوربيد عيار 533 مم من نوع إي إي إس أي إف 17بي. الفرقاطات لديها في الخلف سطح طيران وحظيرة مخصصة للمروحيات. وتستخدم القوات البحرية الملكية السعودية مروحية يوروكوبتر إيه إس 365 دوفين على فرقاطات المدينة.

## فرقاطات فئة المدينة
| السفينة     | الباني                  | الاختبار       | الإطلاق        | الإنتهاء       |
| ----------- | ----------------------- | -------------- | -------------- | -------------- |
| 702 المدينة | أرسنال دي مارين، لورينت | 15 أكتوبر 1981 | 23 أبريل 1983  | 4 يناير 1985   |
| 704 الهفوف  | سي إن أي إم، لا سين     | 14 يونيو 1982  | 24 يونيو 1983  | 31 أكتوبر 1985 |
| 706 أبها    | سي إن أي إم، لا سين     | 17 ديسمبر 1982 | 23 ديسمبر 1983 | 4 أبريل 1986   |
| 708 الطائف  | سي إن أي إم، لا سين     | 1 مارس 1983    | 25 مايو 1984   | 29 أغسطس 1986  |

## في الخدمة
في أغسطس 2013، وقعت المملكة العربية السعودية ووكالة أوداس الفرنسية عقدا لتطوير وتحديث الفرقاطات من فئة المدينة.
تشارك فرقاطات فئة المدينة المنورة في الحرب الأهلية في اليمن منذ انطلاقها في عام 2015. في 30 يناير 2017، تعرضت فرقاطة «702 المدينة» لهجوم بزورق انتحاري، نفذته ميليشيات الحوثيين اليمنية أثناء عملها على طول الساحل الغربي لليمن قرب ميناء الحديدة في البحر الأحمر. وقتل اثنان من البحارة السعوديين وأصيب ثلاثة آخرون في الهجوم. وصرح قائد الفرقاطة العقيد بحري ركن عبد الله بن محمد الزهراني بأنه لم تتأثر الفرقاطة بهذا الهجوم وواصلت مهام دورياتها في منطقة العمليات واقتصرت الأضرار على ضرر بسيط في الجزء الخلفي لها. تابعت السفينة العمل بمنطقة العمليات على مدى سبعة أيام إلى أن عادت إلى قاعدة الملك فيصل البحرية.